# Odontoloma sculpturatum
Odontoloma sculpturatum là một loài bọ cánh cứng trong họ Bọ hung (Scarabaeidae).